# Prinsenhof (Gent)

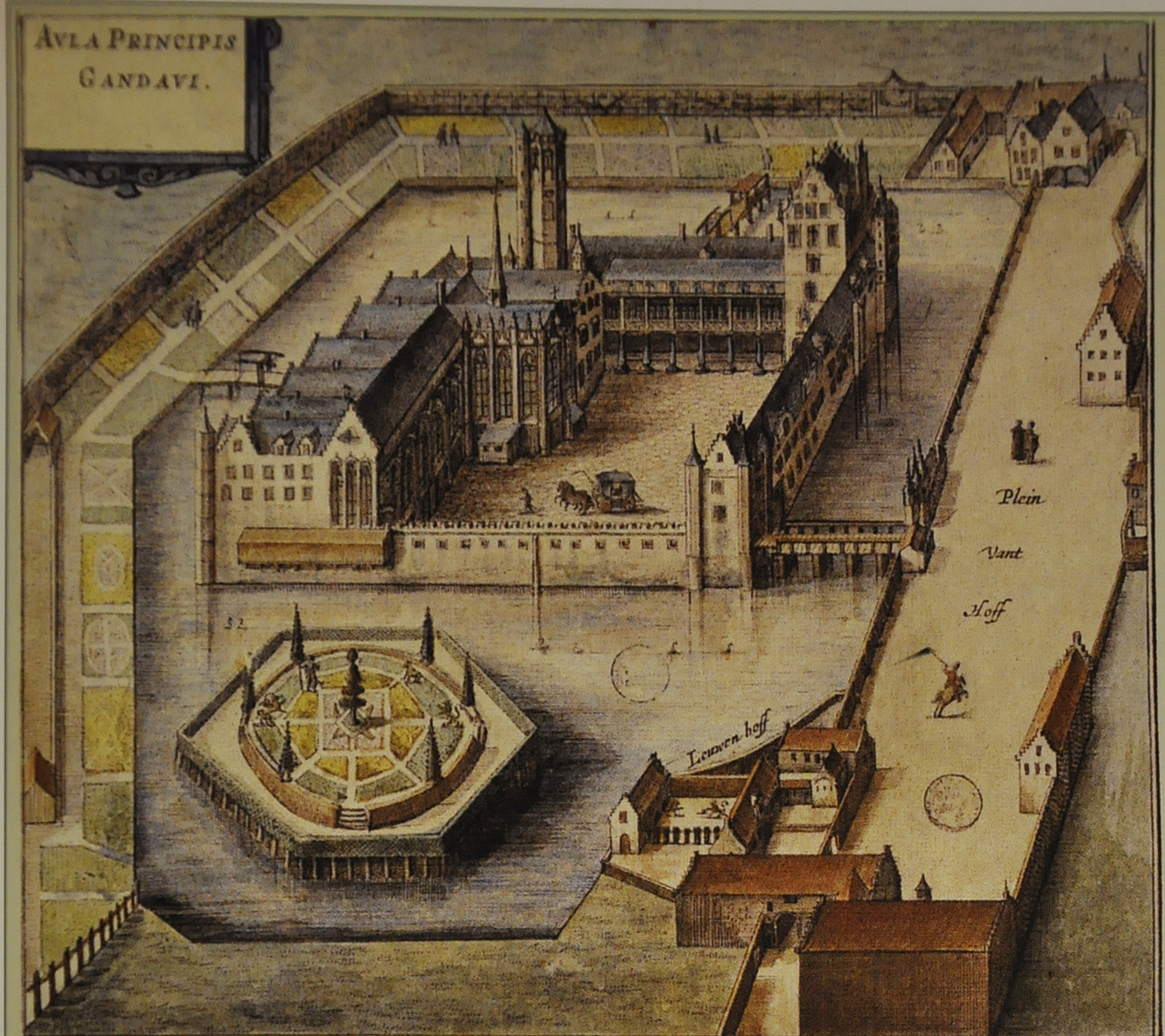
Het Prinsenhof, ingekleurde gravure uit 1641 van Antonius Sanderus

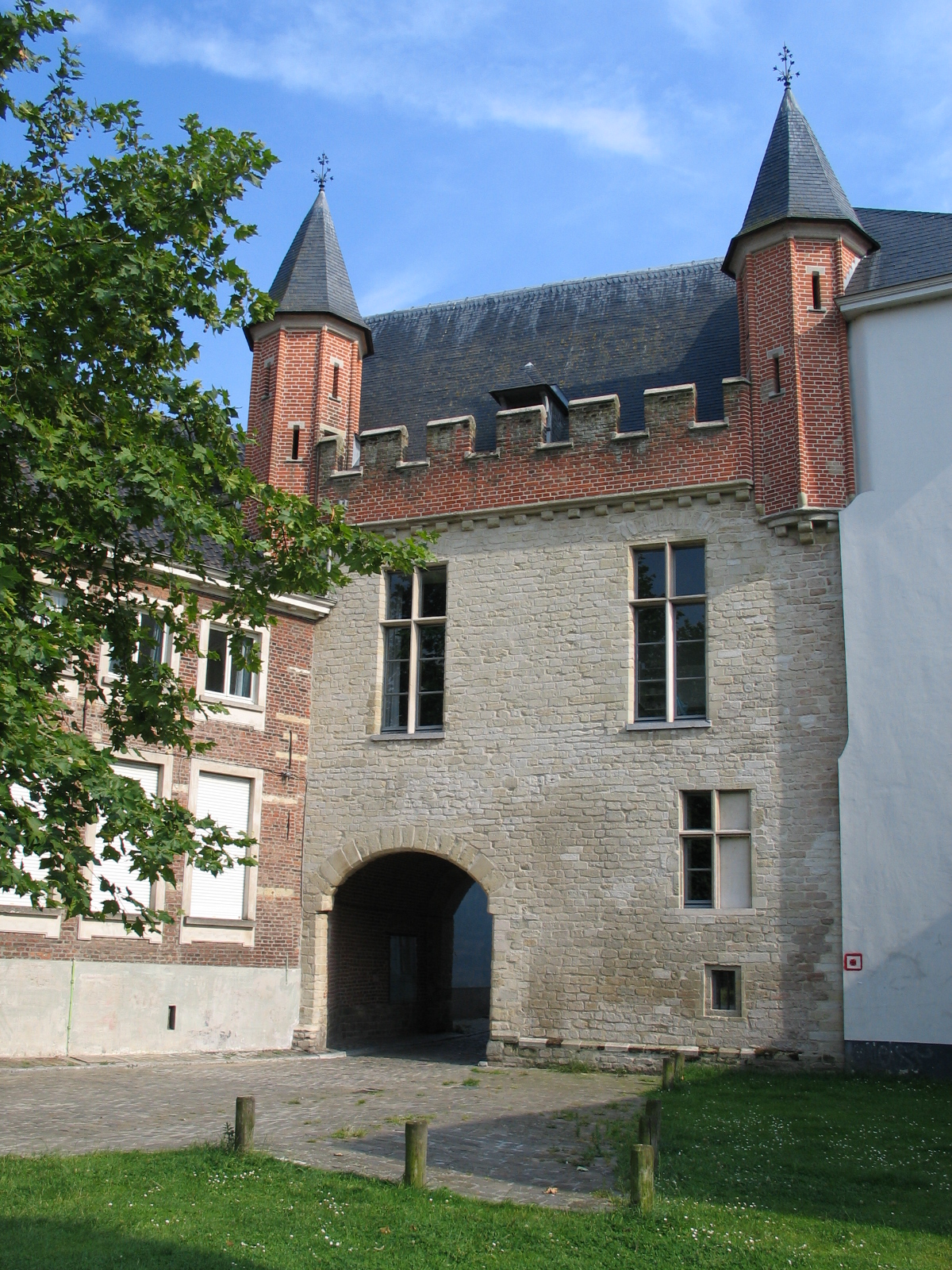
Het Donkere Poortje van het Hof ten Walle

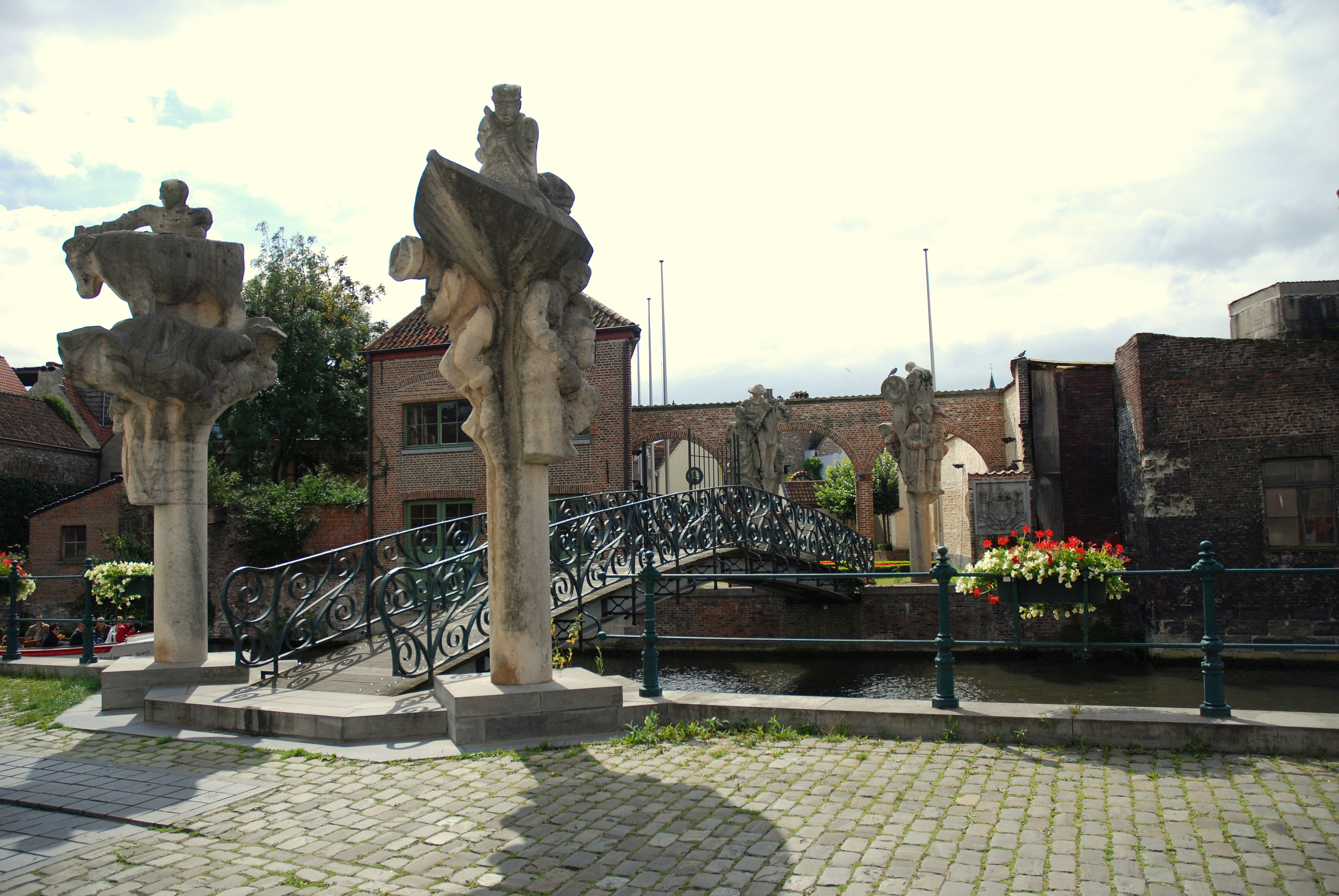
De Keizer Karelbrug of Brug der Keizerlijke Geneugten

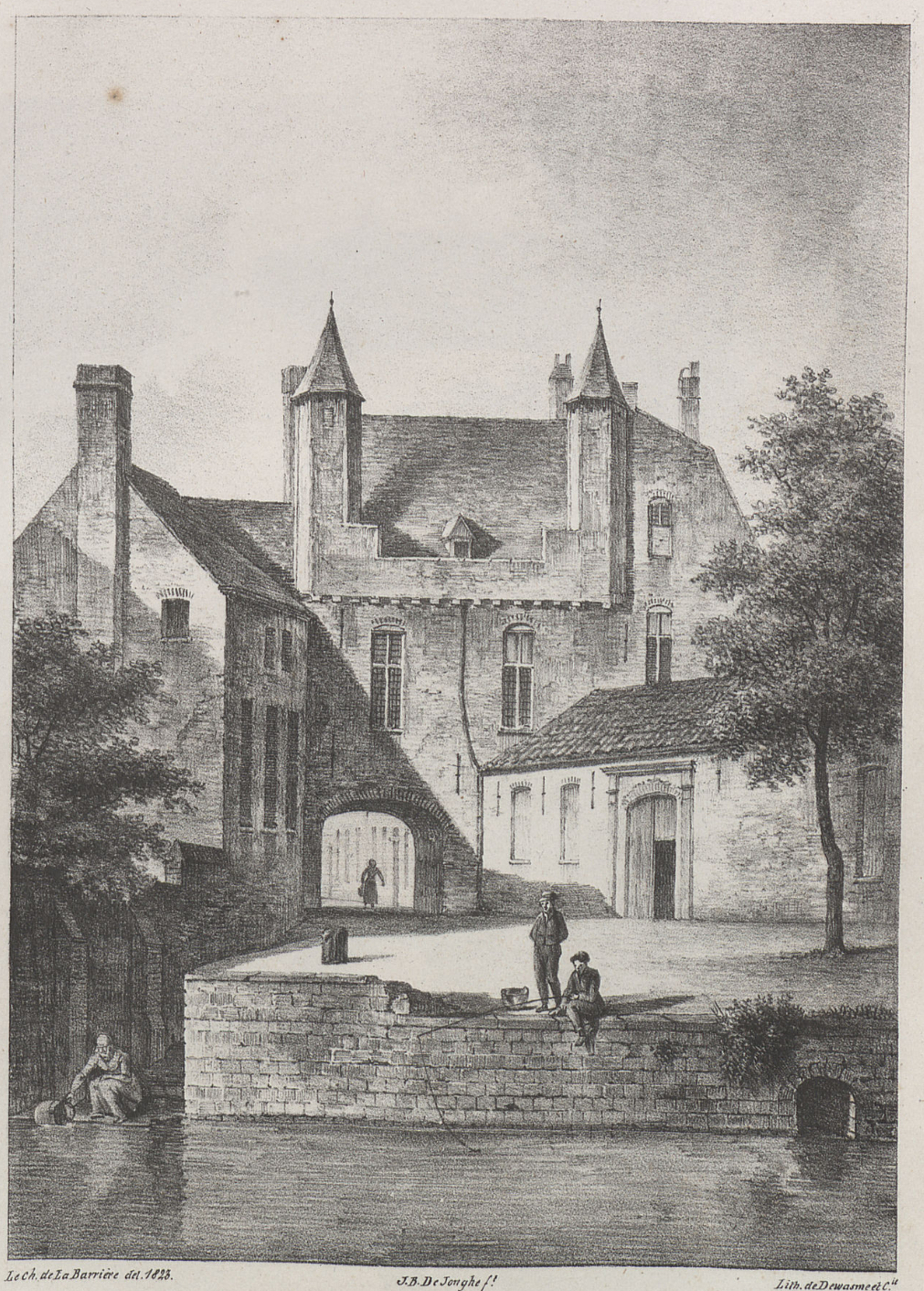
Prinsenhof in 1823

Het Prinsenhof is een historische buurt in Gent, ontstaan door bebouwing rond het vroegere Hof ten Walle, de residentie van de burggraaf van Gent. Het Hof ten Walle was de geboorteplaats van keizer Karel V (24 februari 1500) en werd vanaf dan Prinsenhof genoemd. Van het oorspronkelijk domein rest er bijna niets meer: de buurt werd geleidelijk door de stad opgeslorpt en doet dienst als woonwijk.

## Het Hof ten Walle en het Prinsenhof
Het moerassig gebied in het westen van de stad werd door graaf Boudewijn V van Vlaanderen in 1064 in leen gegeven aan de burggraaf en het hof ontstond als motte voor burggraaf Hugo II en zijn vrouw Oda in de 13e eeuw. Het Gravensteen was vanaf de 14e eeuw niet langer geschikt als woning en het hof werd ook de residentie van de graaf. Alexander (Sander) Braem de la Lune (ook bekend als Alexander Boudewijns Braemszoon) werd eigenaar in 1231. De Sanderswal in de buurt herinnert aan deze eigenaar. In 1323 kwam het in het bezit van de Italiaanse financier-politicus Simon de Mirabello die door Gentenaars werd vermoord. Hij was de schoonzoon van landvoogd Lodewijk II van Nevers. In 1340 bouwde Lodewijk van Male het hof uit tot een vorstelijke residentie voor de graven van Vlaanderen. Filips de Schone, hertog van Bourgondië ommuurde het domein. Er werd een slotgracht rond het opperhof gegraven om het domein beter te kunnen verdedigen. De gracht stond in verbinding met de Lieve en de Begijnengracht. Nabij de Donkere Poort lag een visvijver die ook in verbinding stond met de Lieve.
Het Hof ten Walle was toneel van de blijde intrede van Maximiliaan van Oostenrijk en het huwelijk met zijn bruid Maria van Bourgondië in augustus 1477 vond er plaats.
Het hof is nagenoeg geheel verdwenen, behalve de noordpoort (nu het Donkere Poortje genoemd). Bij het Prinsenhof bevond zich ook een (vandaag ontoegankelijke) Leeuwenhof, verwijzend naar een dierentuin die hier al in de 14e eeuw bestond. Het Leeuwenhof telde op het hoogtepunt tot negen leeuwen met namen als Austria, Bourgoigne en Flandria. Er was ook sprake van zeker één beer in een berenhok, van papegaaien en lynxen. In 1360 doodde een ontsnapte leeuw drie mensen. In 1549 kwam een verzorger om na een beet van een leeuw. Een aantal leeuwen die door de bey van Tunis aan keizer Karel V werden geschonken kwamen ook in het Leeuwenhof terecht. De dierentuin bleef bestaan tot in de 17e eeuw. In 1651 werd de Leeuwenmeers verkocht aan de ongeschoeide karmelieten, die de dierentuin omvormden tot kloostertuin.
De grote boogpoort van de woning van baron Jean-Baptiste Bethune (1821-1894) in de Prinsenhof(straat) is een restant van de bijgebouwen van het oude Hof ten Walle.

## Keizer Karel en de stroppendragers
Omwille van het verzet van de Gentenaars tegen de door keizer Karel opgelegde maatregelen kwam de keizer terug naar zijn geboortestad. Hij ontving het stadsbestuur enkele keren in het Prinsenhof en legde de stad op 29 april 1540 in de grote zaal de Concessio Carolina op. Een aantal Gentse ingezetenen zaten op hun knieën voor hem, met een strop om de hals. Zeventien onder hen werden onthoofd, één verbrand.
In de 17e eeuw, na de regering van de aartshertogen Albrecht en Isabella geraakte het Prinsenhof in verval en in 1649 verkocht. Men dempte de slotgracht, brak af en verbouwde. In 1793 bouwde men op de ruïnes een suikerraffinaderij en een zeepziederij en later een katoenstoomspinnerij. In 1832 brandde het westelijk deel van de ruïne af en in 1870 was alles verdwenen behalve de Donkere Poort.

## De buurt Prinsenhof
De buurt strekt zich uit van het Rabot tot aan het Gravensteen, met de Lieve als natuurlijke oostgrens en de Burg- en de Rabotstraat als zuid- en westgrens.
In het Zilverhof verbindt de brug der Keizerlijke Geneugten of Keizer Karelbrug (ontworpen door volkszanger-beeldhouwer Walter De Buck) het buurtcentrum met de Sint-Antoniuskaai. Van op deze merkwaardige brug over het Lievekanaal heeft men een prachtig zicht op het Rabot en op het Augustijnenklooster.
In de Abrahamsstraat bevindt zich het 17e-eeuwse gebouw 'Berg van Barmhartigheid' (Mons Pietatis), waar tot voor kort het Gentse Stadsarchief was ondergebracht, maar vorig jaar verhuisde naar de 'Zwarte Doos' in Gentbrugge.
Elk jaar, in het eerste weekend van september, vinden er de Prinsenhoffeesten plaats, een groots gebeuren met de grootste rommelmarkt van Gent.

## Maquette
In november 2011 werd de maquette van het Prinsenhof gestolen. Enkele dagen later werd deze reeds aangeboden op de rommelmarkt bij Sint-Jacobs. Ondertussen was deze in stukken gezaagd om eventueel afzonderlijk verkocht te worden. Binnen de week werden de stukjes teruggevonden.

## Archeologische opgravingen
In 2024 werd een gracht van het vroegere mottekasteel aan het Prinsenhof blootgelegd. In deze gracht werden aardewerk, nagels, musketkogels, dierlijk botmateriaal en bakstenen van de vroegere brug over de gracht gevonden.
Deelgemeenten: Afsnee · Desteldonk · Drongen · Gent · Gentbrugge · Ledeberg · Mariakerke · Mendonk · Oostakker · Sint-Amandsberg · Sint-Denijs-Westrem · Sint-Kruis-Winkel · Wondelgem · Zwijnaarde

Overige dorpen, gehuchten en wijken:
Belgische gemeenten · Arrondissement Gent · Oost-Vlaanderen · Vlaanderen